# Lenguas hálbicas
Las lenguas hálbicas son un subgrupo dentro de las lenguas de la rama oriental de las lenguas indoarias  y se hablan principalmente en Chhattisgarh meridional, en la India. Son de transición entre el oḍiā (oriya) y el marathi. Incluyen el halbi, el kamar, el bhunjia y el nahari.